# Escarpement d'Hestia
Hestia Rupes
Pour les articles homonymes, voir Hestia.
L' escarpement d'Hestia (désignation internationale : Hestia Rupes) est un escarpement situé sur Vénus dans le quadrangle d'Hestia Rupes. Il a été nommé en référence à Hestia, déesse grecque du foyer.